# Wasilij Butusow
Wasilij Pawłowicz Butusow (ros. Василий Павлович Бутусов, ur. 26 stycznia?/7 lutego 1892 w Petersburgu, zm. 28 września 1971 tamże) – rosyjski i radziecki piłkarz grający w ataku oraz żołnierz obu wojen światowych.

## Biografia
Pochodził z Petersburga. Grał w piłkę nożną w tamtejszych drużynach Wiktoria (Виктория), Unitas (Уни́тас) oraz Spartak Wyborgski. W tym czasie był też zarazem sędzią piłkarskim.
W 1912 roku był kapitanem drużyny piłkarskiej Imperium Rosyjskiego, która pojechała na Letnie Igrzyska Olimpijskie. Zdobył jedyną bramkę w debiutowym meczu z Finlandią.
Po wybuchu „Wielkiej wojny” został powołany do Armii Imperium Rosyjskiego jako szeregowy-motocyklista. Walczył w Galicji, gdzie trafił do niewoli, odbity następnie przez rodaków. Po Rewolucji wstąpił do Armii Czerwonej, gdzie służył do 1921 roku.
W 1930 roku aresztowany przez OGPU, po niecałym roku w areszcie wypuszczony przy braku dowodów jakiejkolwiek winy.
Podczas „Wielkiej Wojny Ojczyźnianej” powołany do wojska (jako „Inżynier wojskowy 3. rangi”), walczył w obronie Leningradu przed nacierającymi oddziałami niemieckimi. W listopadzie 1941 wzięty do niewoli, aż do 1945 pozostał jeńcem.
Po wojnie powrócił do Leningradu (Petersburga).